# تنگرس
تنگرس یا تنگِس یا بادام خارآلود یا بادام اراکی (نام علمی: Amygdalus lycioides) گونه‌ای بادام است که تنها در ایران می‌روید. در ایران یکی از شهر هایی که به راحتی می توان این گونه گیاهی را یافت شهر اراک می باشد. دو واریته از آن وجود دارد که با نام‌های lycioides و horrida شناخته می‌شوند.
این درخت در ایران در استان استانها مرکزی شهرستان های اراک، خنداب و شازند، کوه های زنجان، گیلان، اطراف رودبار، خراسان جنوبی ارتفاعات شاسکوه، کوه‌های خضری و دهشک تا روستای زول و شاهیگ، آذربایجان شرقی (تبریز)، کرمانشاه شمال‌ شرق کرمانشاه، بین کرمانشاه و سنندج، طاق بستان، همدان (خرقان)، قم (خلجستان)، لرستان (دورود، بین دورود و خرم‌آباد)، یزد (دره دام‌گاهان مهریز)، کرمان (کوه‌های جبال بارز)، فارس (شمال فارس؛ شهرستان اقلید منطقه سرحد چهاردانگه؛ آسپاس، سده، دژکرد)، تهران (شهرستانک، آب‌علی، علی‌آباد کرج، کوه دشته، نزدیک قزوین، کوه کلاک، کوه قم)و استان قزوین منطقه الموت شرقی و غربی و سمنان (بین سرخه و بشم) می‌روید.

## ویژگی‌ها
در مقاله چاپ شده در سال 2020 میلادی توسط هاشمی و همکاران به طور کامل در مورد این گیاه اطلاعات ثبت شد. درختچه خاردار پرشاخه‌ای است که شاخه‌های سال جاری آن بدون کرک و قهوه‌ای رنگ بوده و شاخه‌های مسن آن به رنگ قهوه‌ای-خاکستری، خاکستری-سفید یا خاکستری نامحسوس است. برگ‌هایش طولی تا ۲۰ میلی‌مترو عرضی بین ۳ تا ۴ میلی‌متر دارند و بیضوی و باریک با رأسی نوک‌تیز هستند. گل‌های آن بدون دم‌گل است.تراکم گل در این گیاه بسیار بالاست. میوه شفت مخملی آن طول تا ۱۵ و عرض تا ۱۲ میلی‌متر دارد.
این درختچه خاردار اغلب در اراضی آبرفتی دامنه مخروط افکنه‌ها و نواحی صخره‌ای و سنگلاخی دامنه کوه‌ها و گستره پای‌کوه‌ها رویش می‌یابد. گیاهی متحمل به تنش خشکی و کم‌آبی است و سازگاری بسیار بالایی نسبت به استرس‌های محیطی و بویژه خشکی و نقصان نزولات جوی سالیانه دارد و به همین دلیل برای گسترش مراتع مشجر بویژه در خاک‌های آبرفتی یا دامنه مخروط افکنه‌ها مناسب است و می‌توان آنرا با بذر کاشت.

## نگارخانه

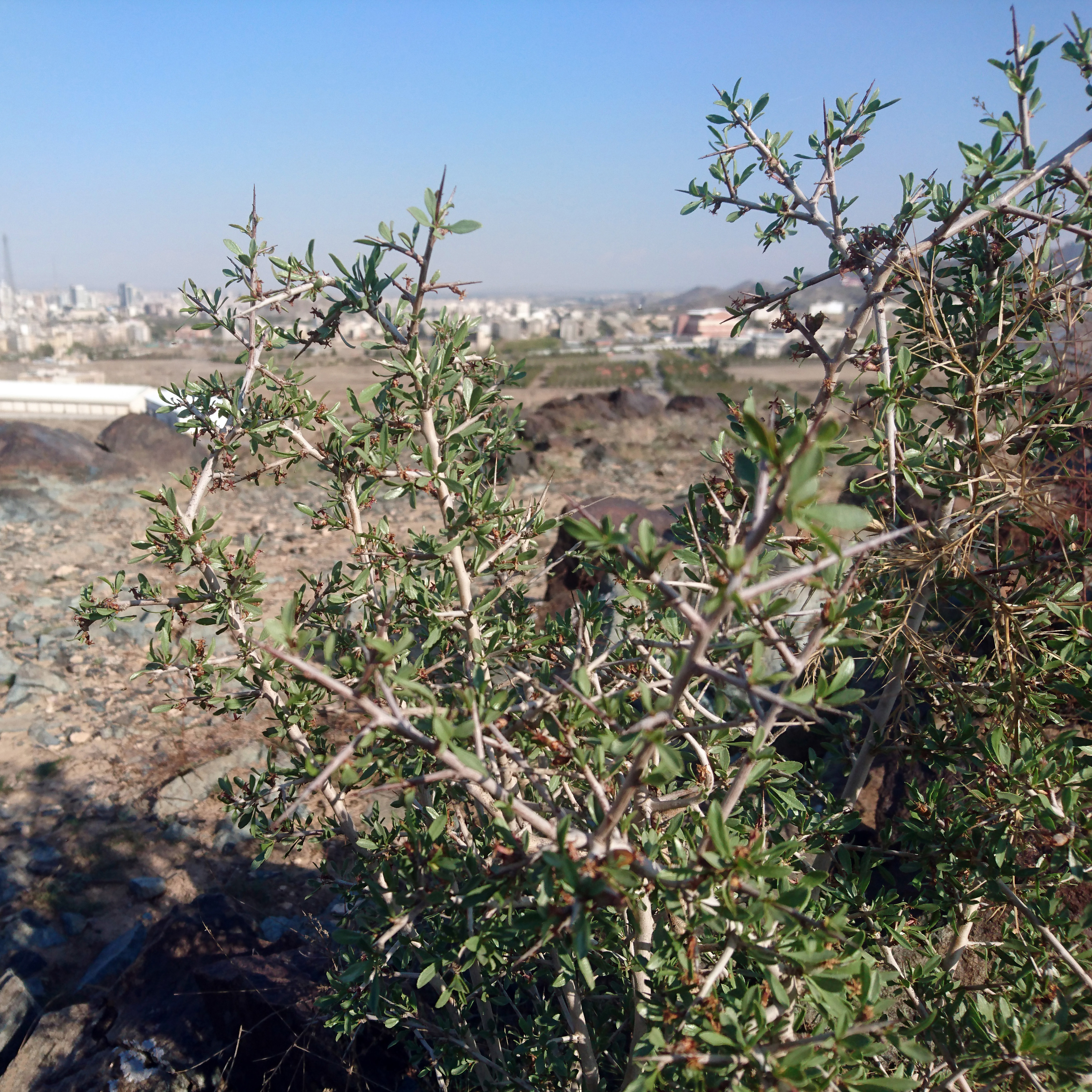
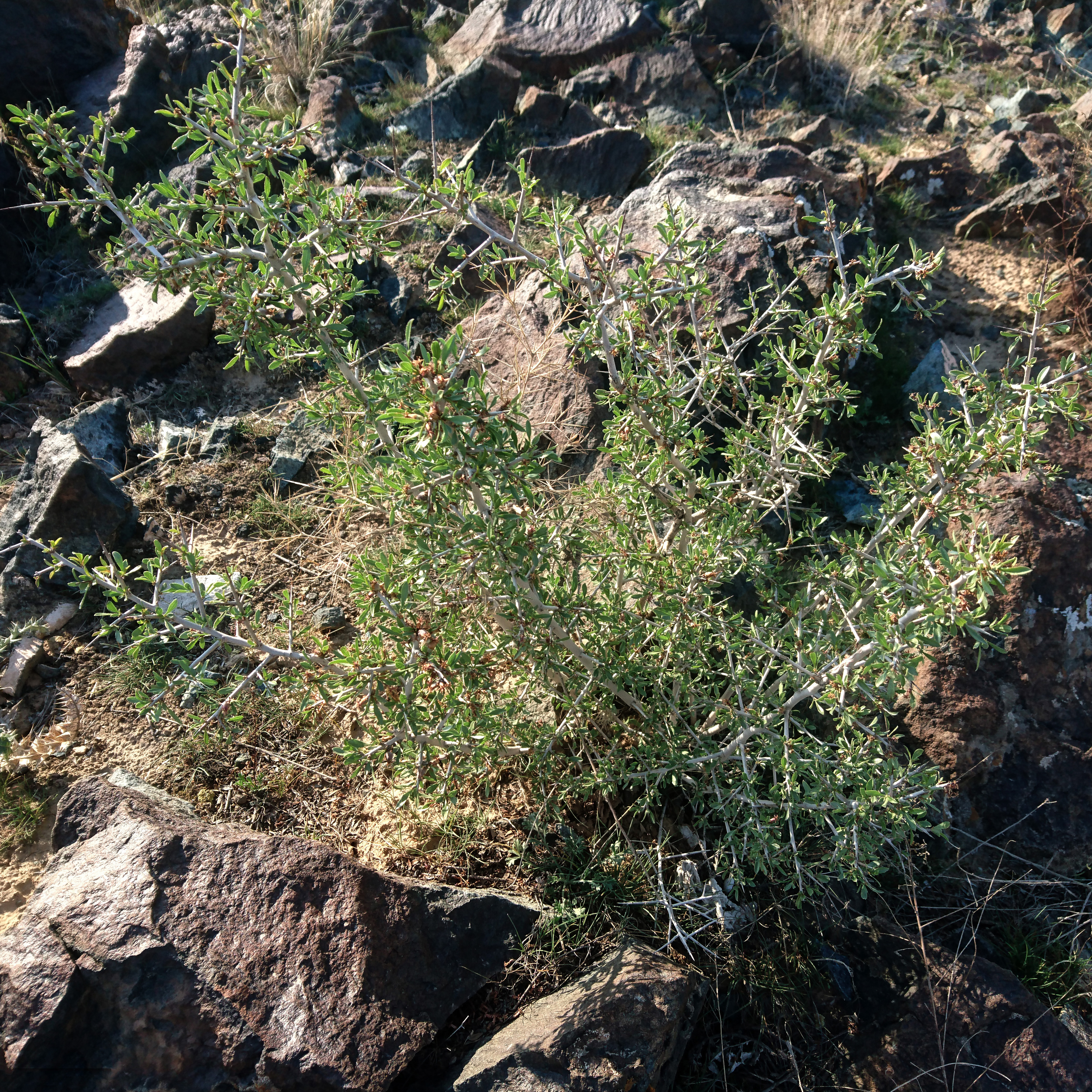
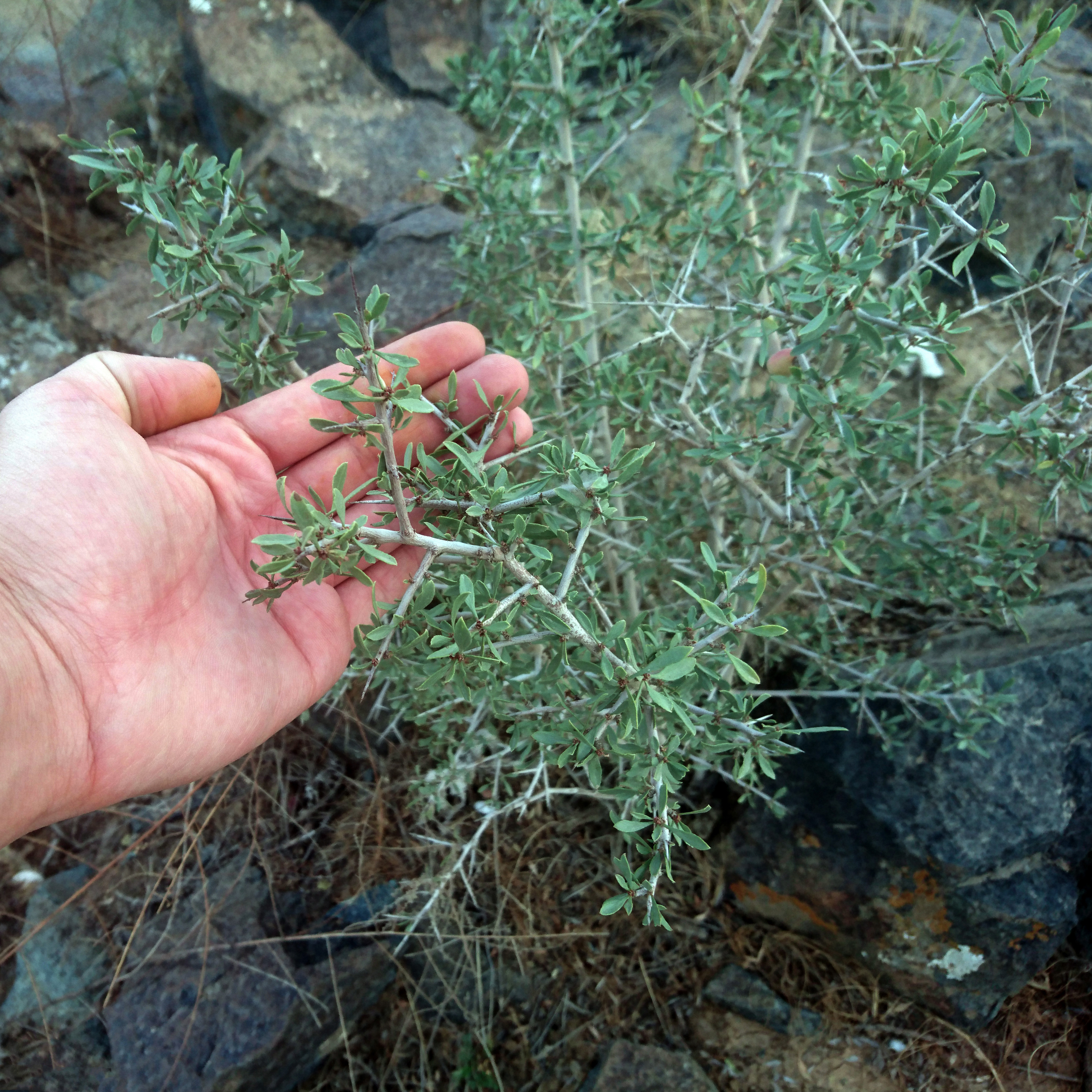
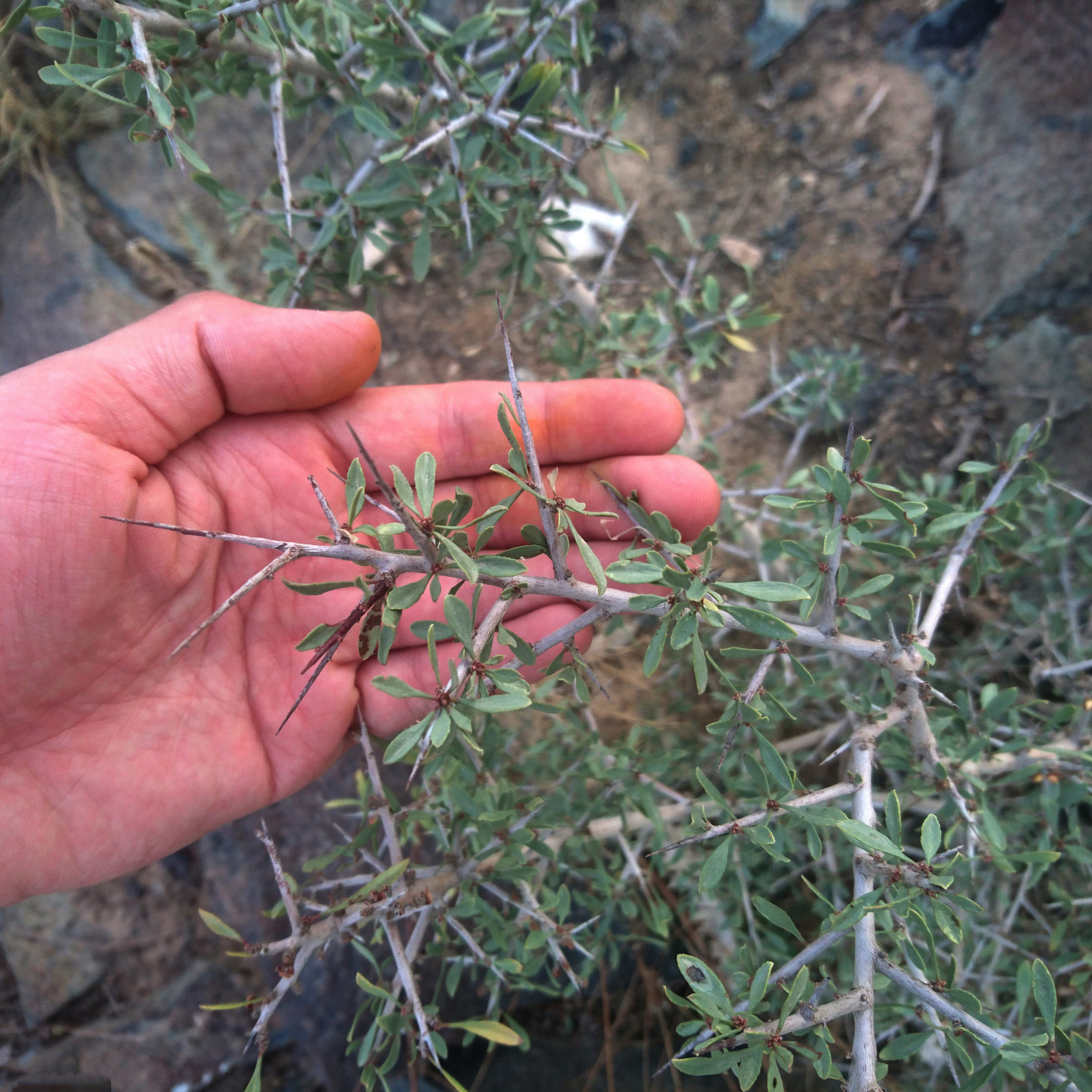
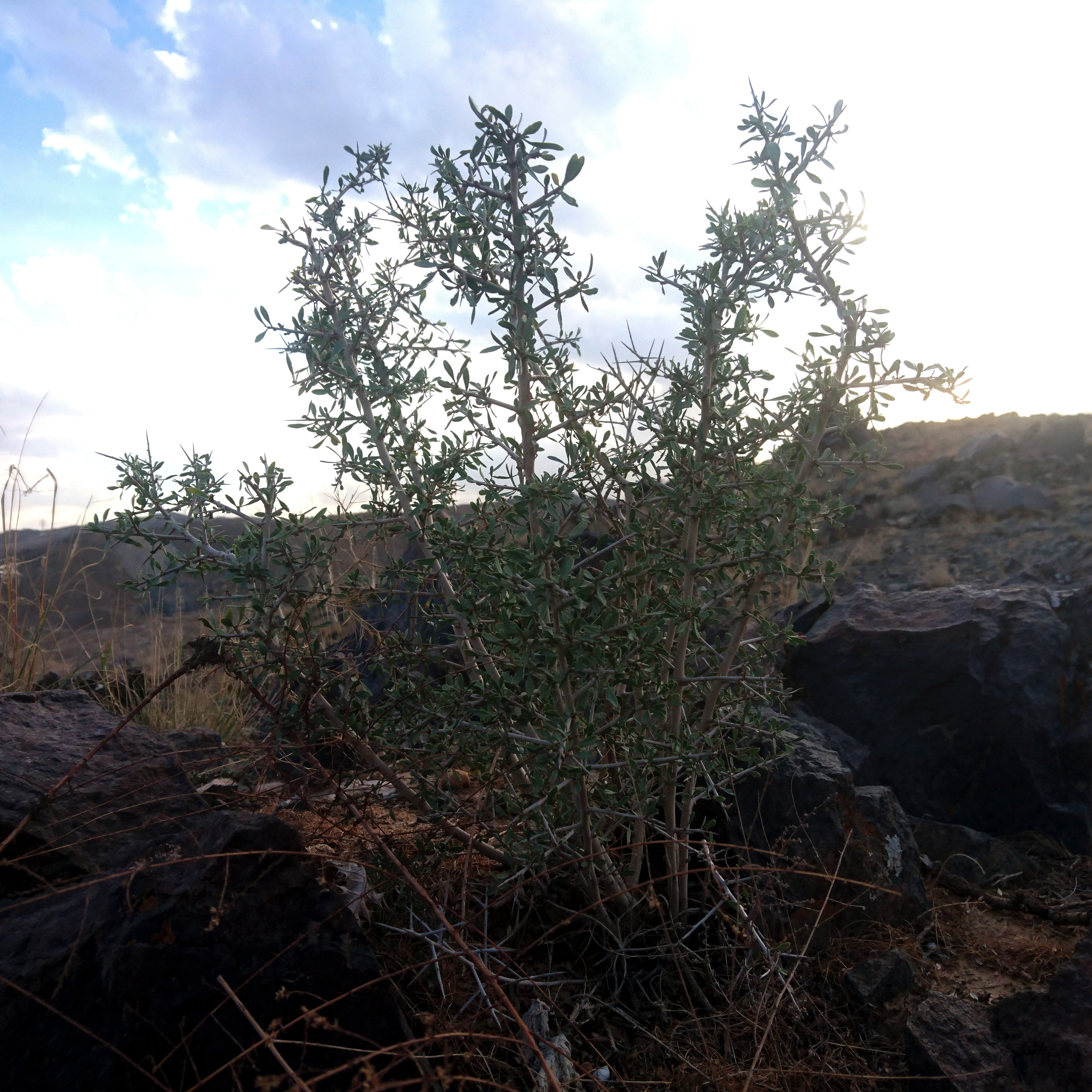
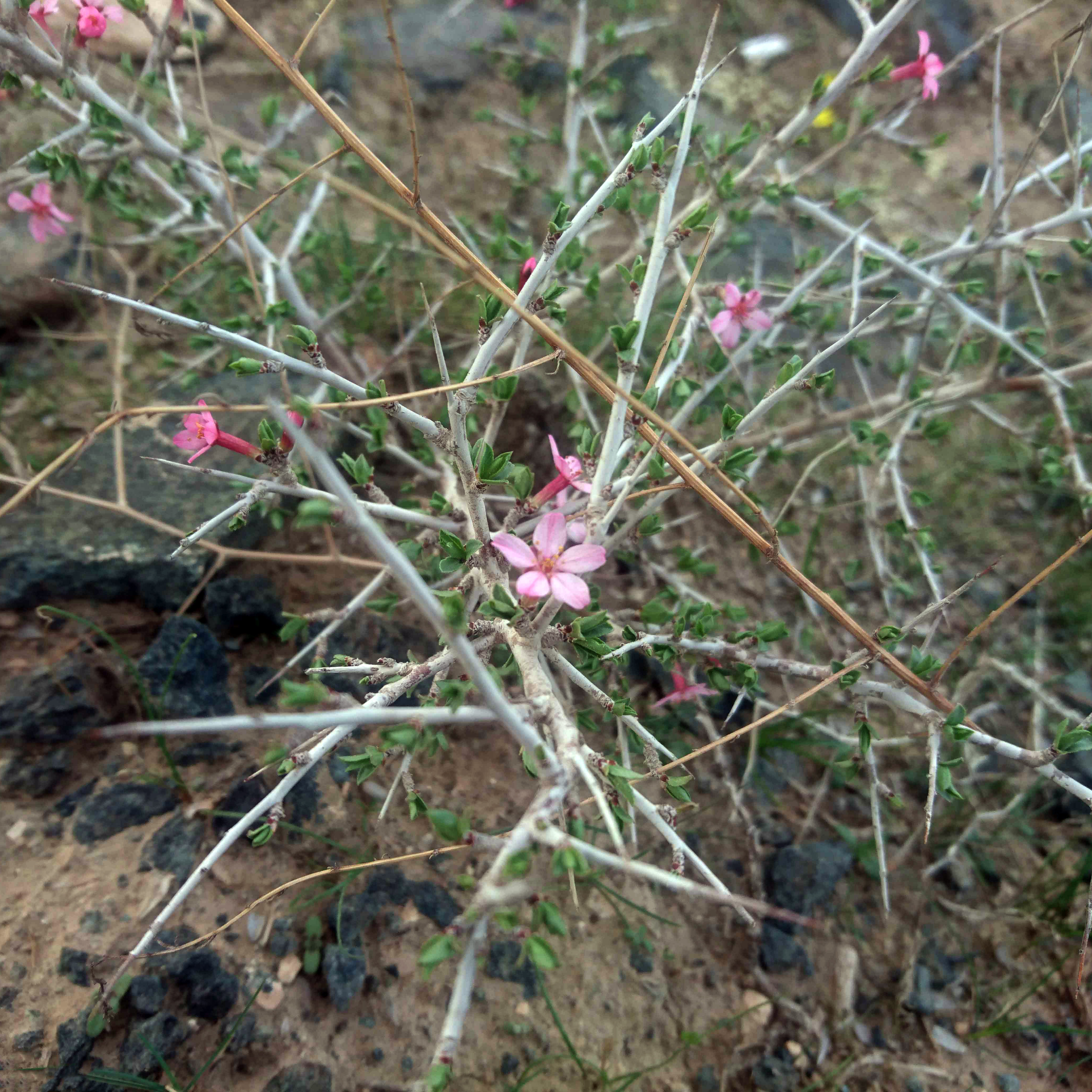
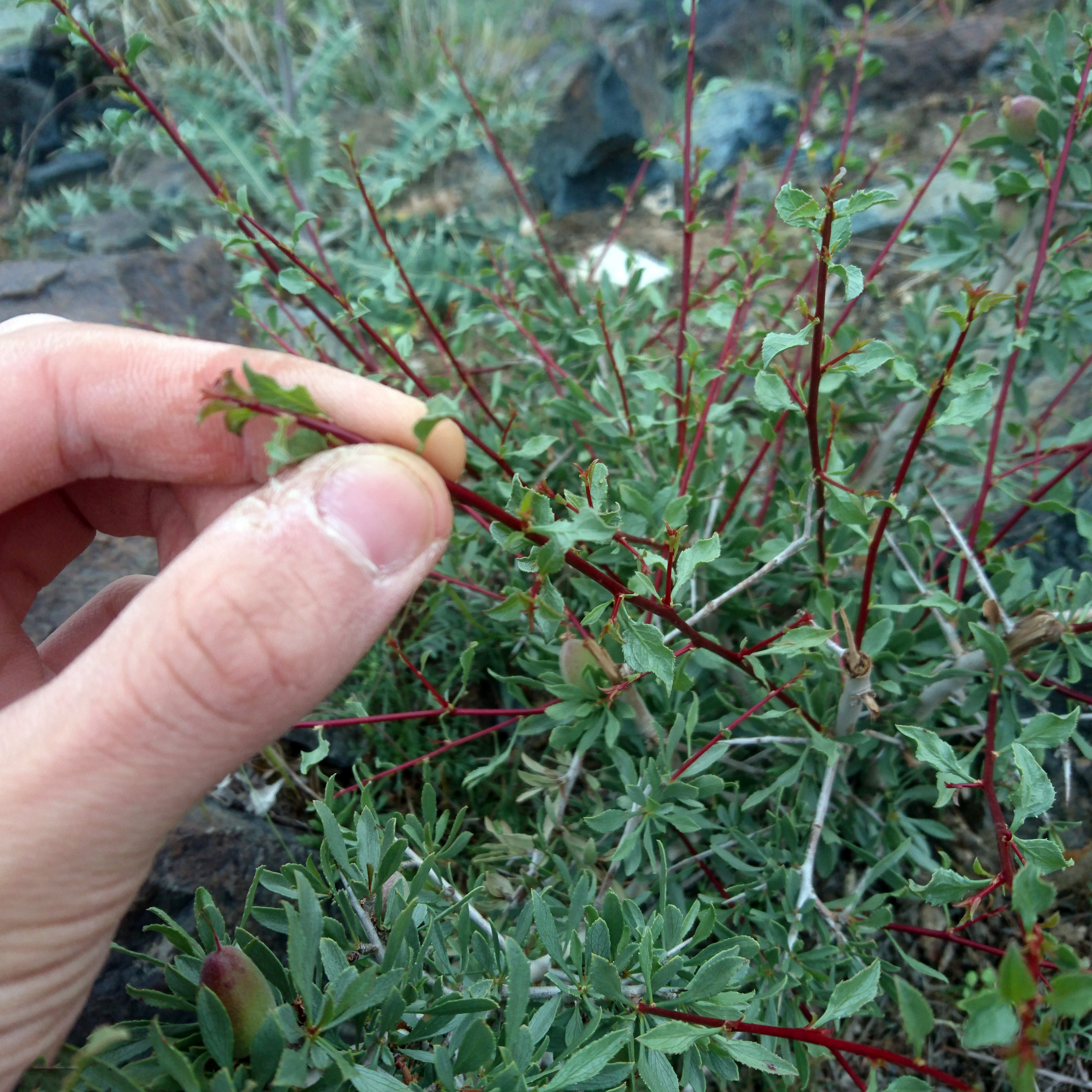
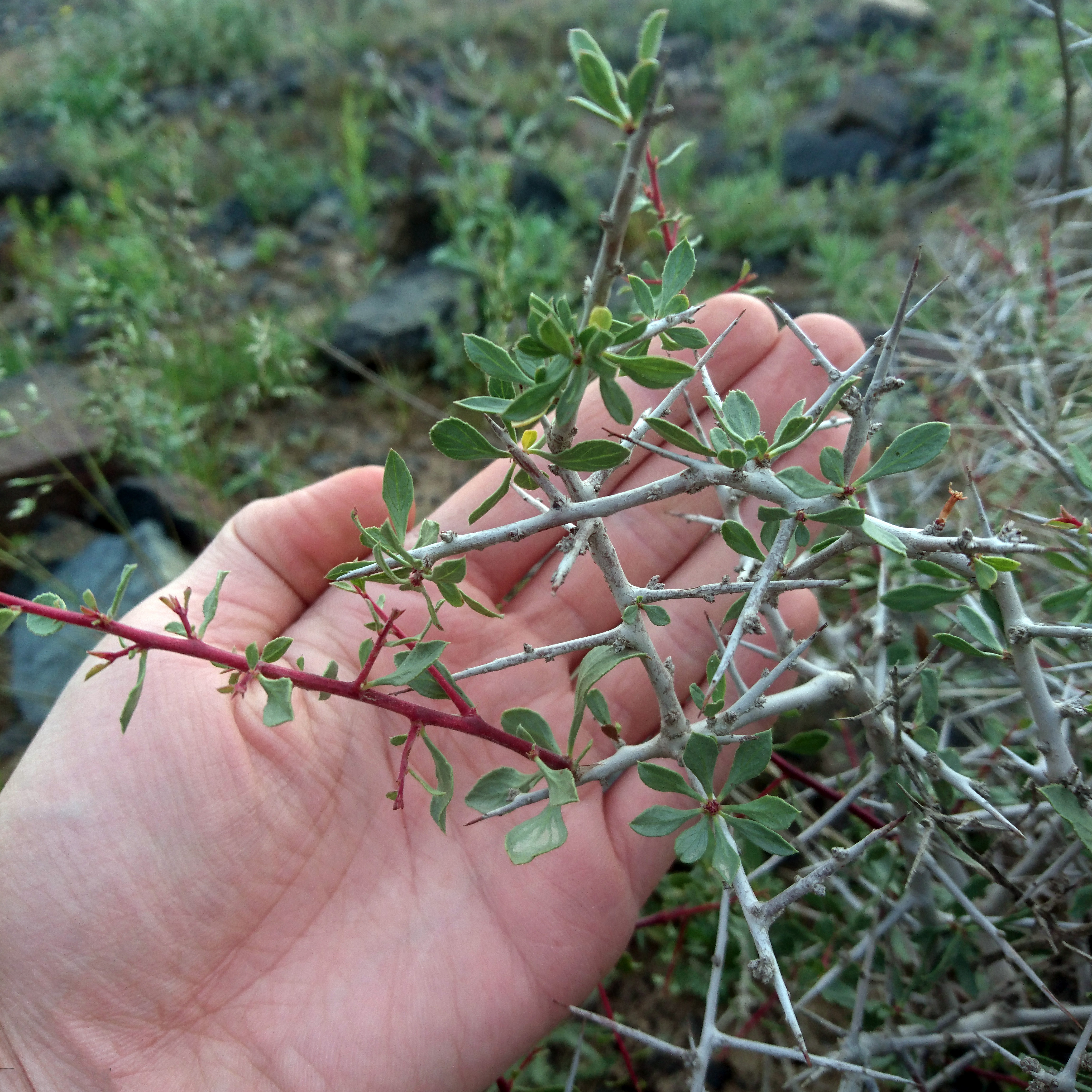
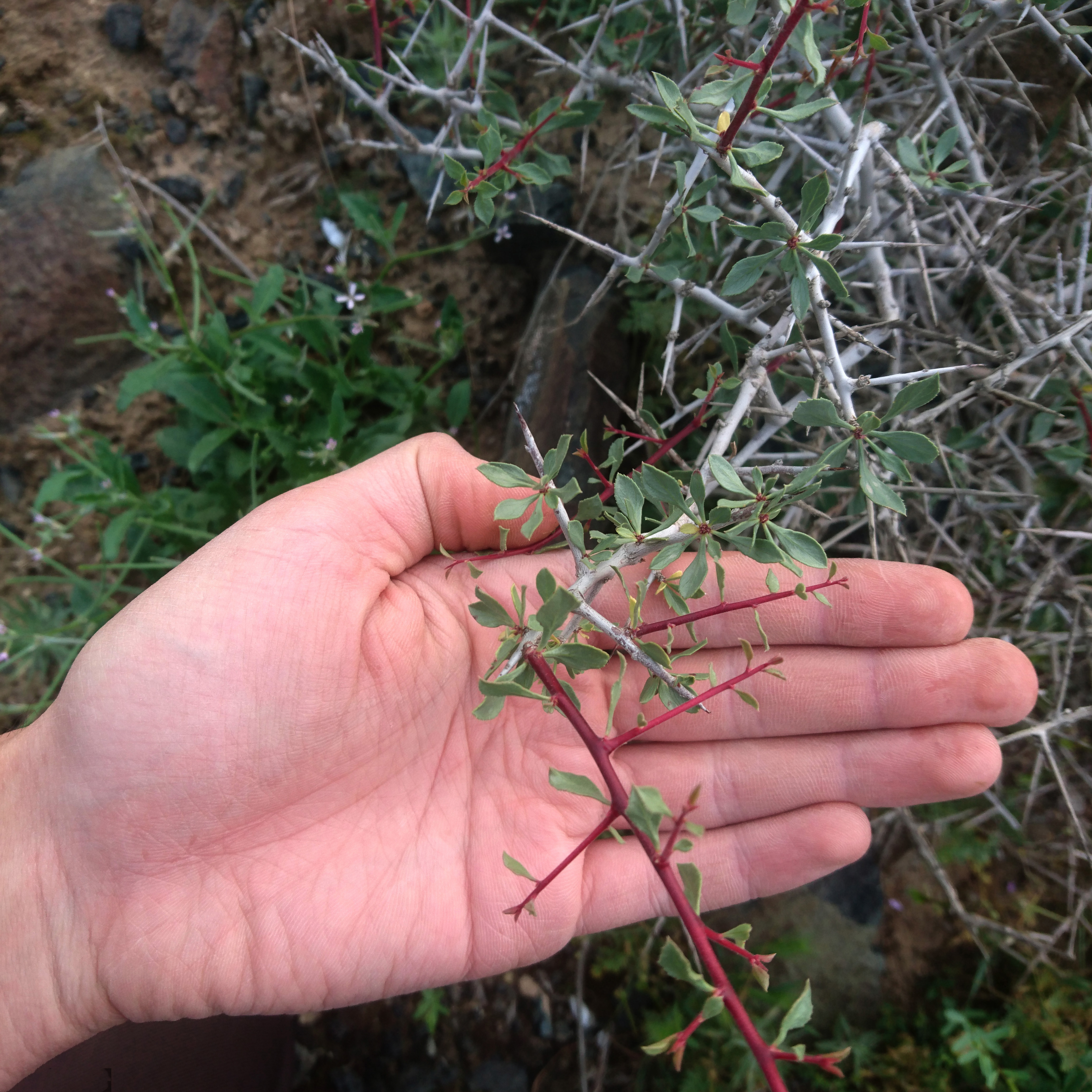
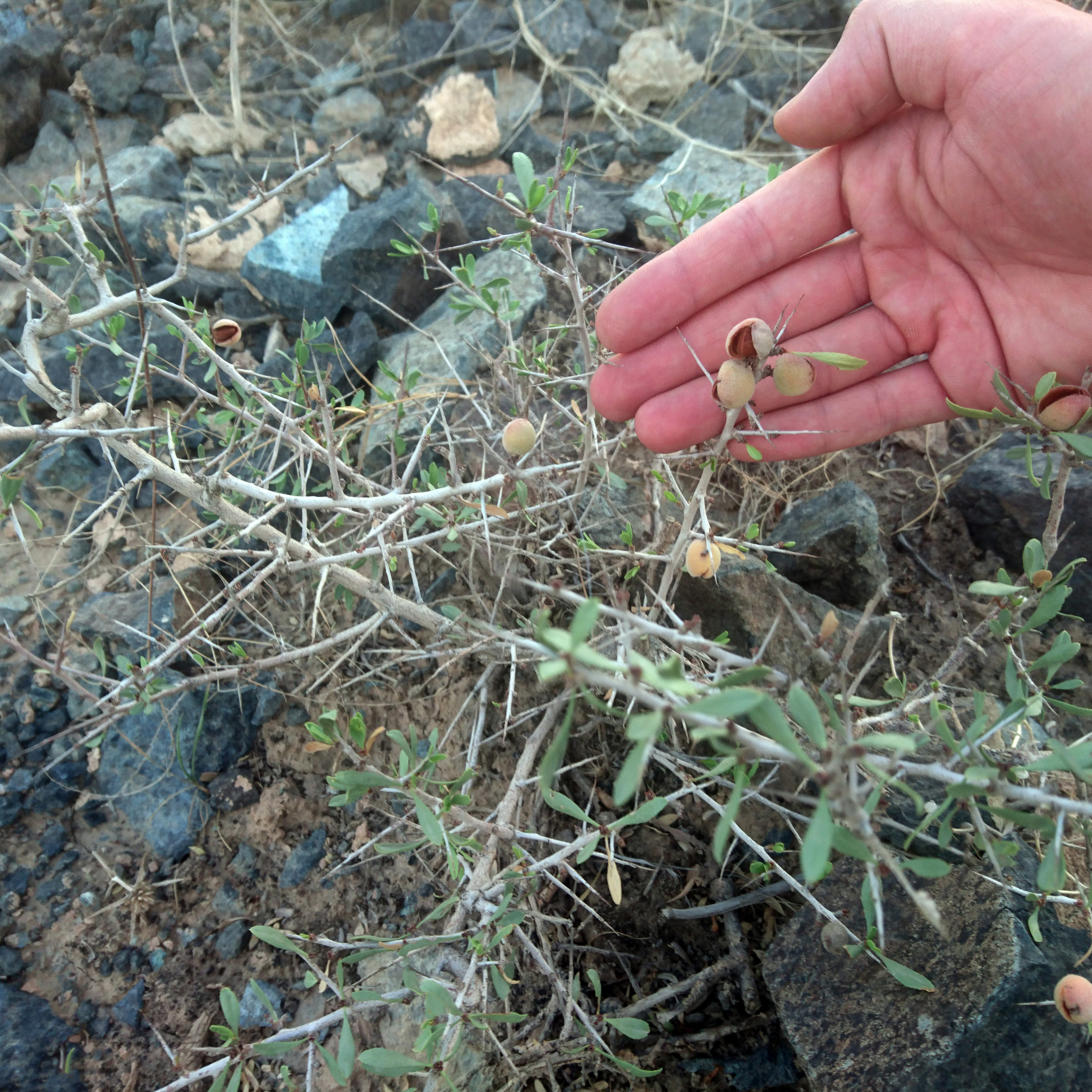
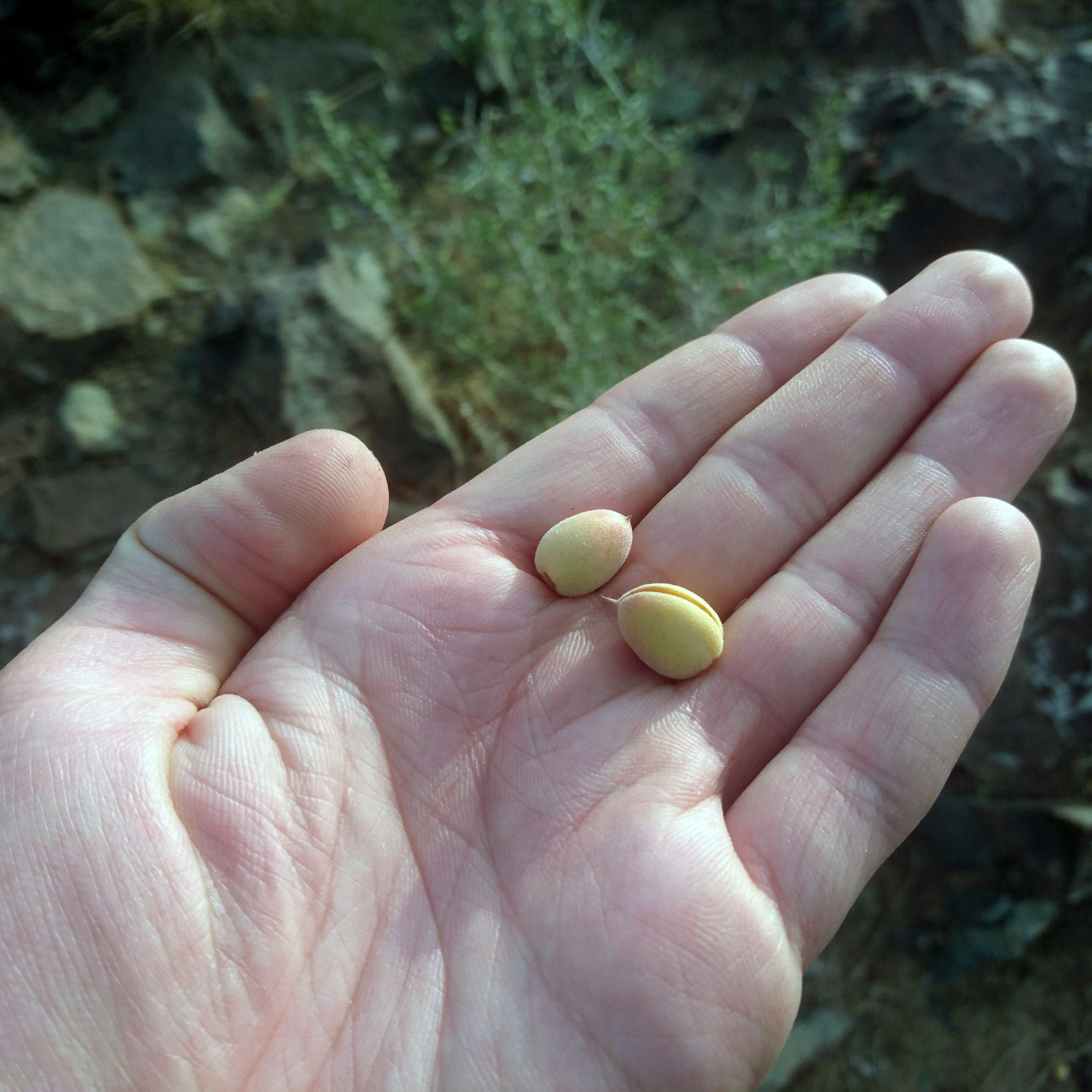
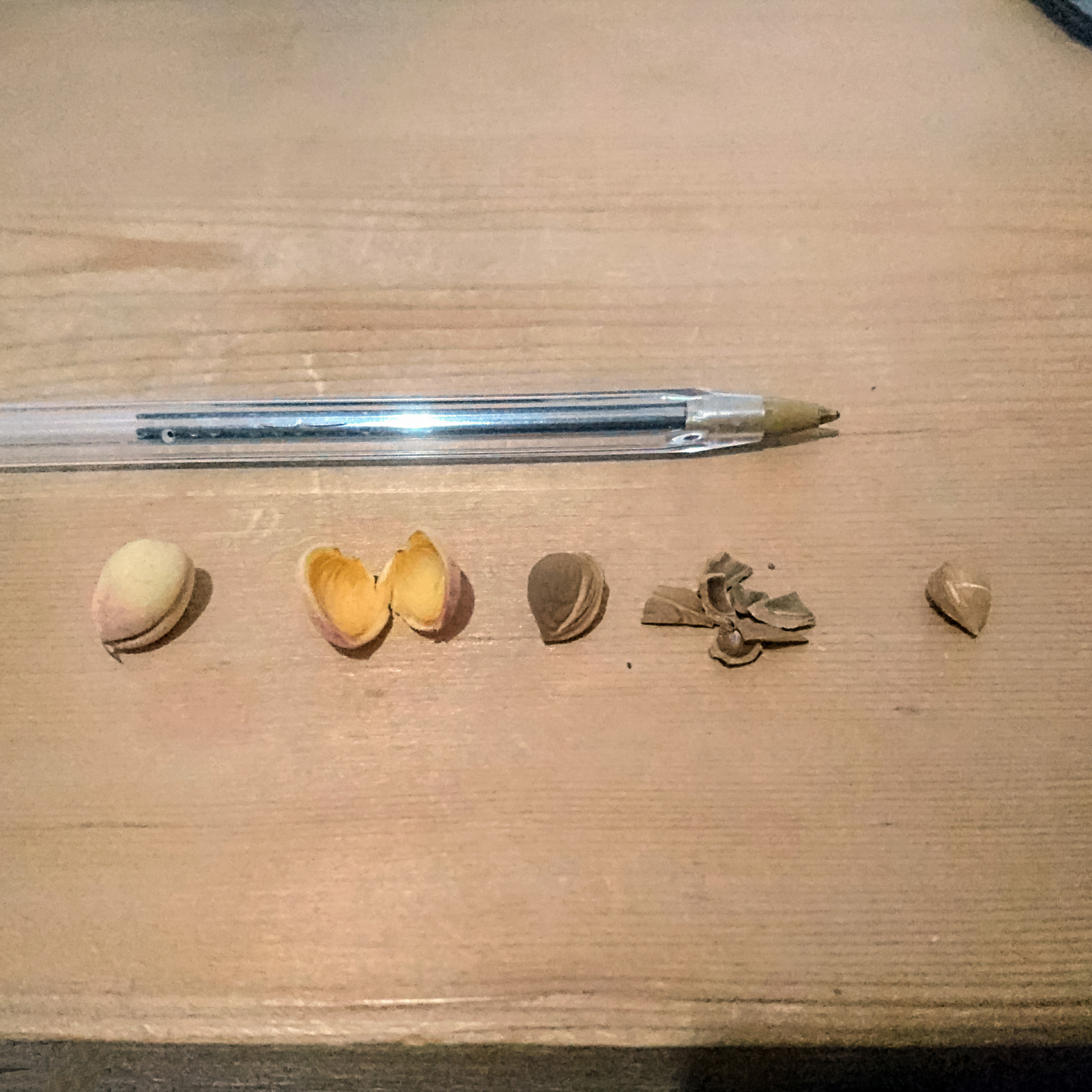
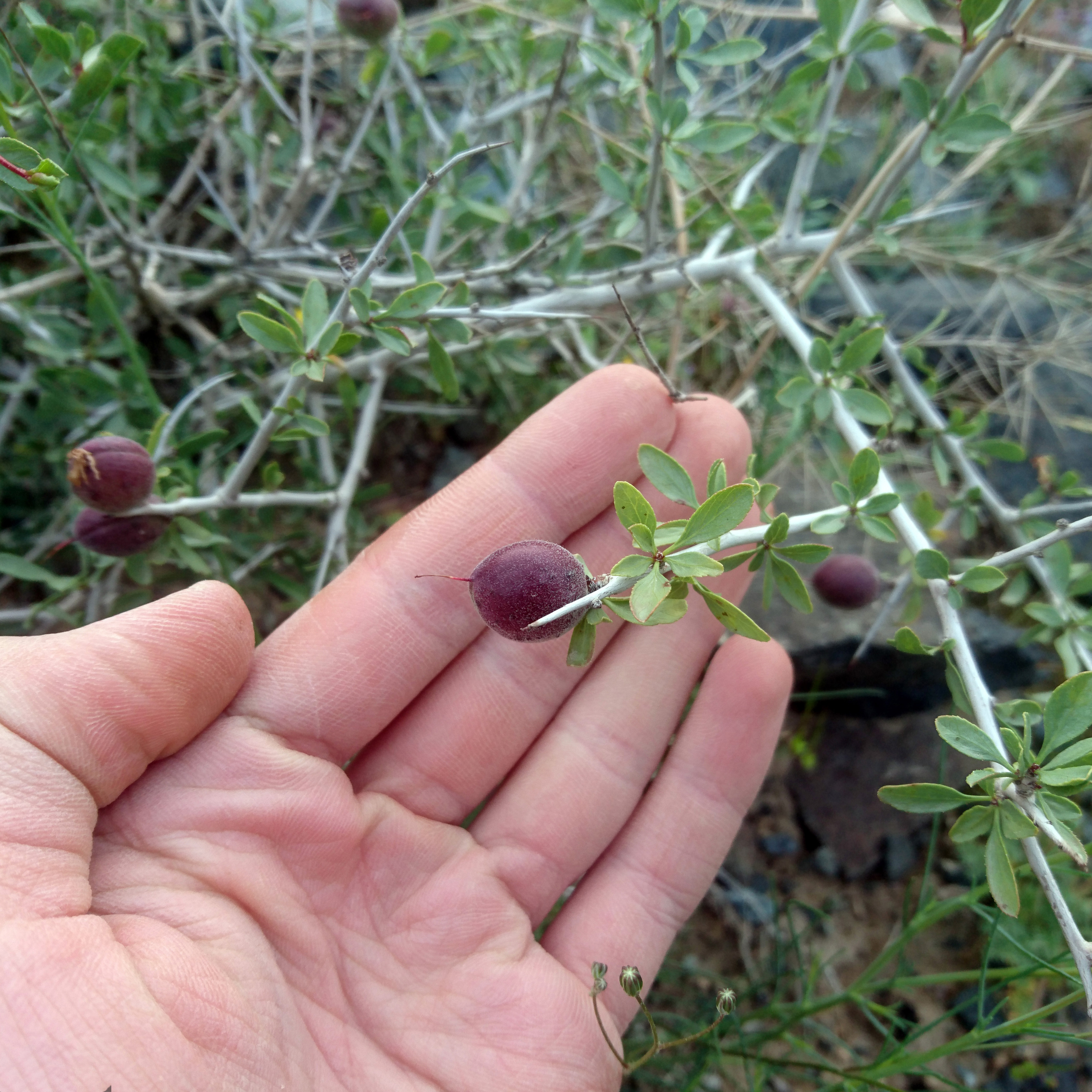
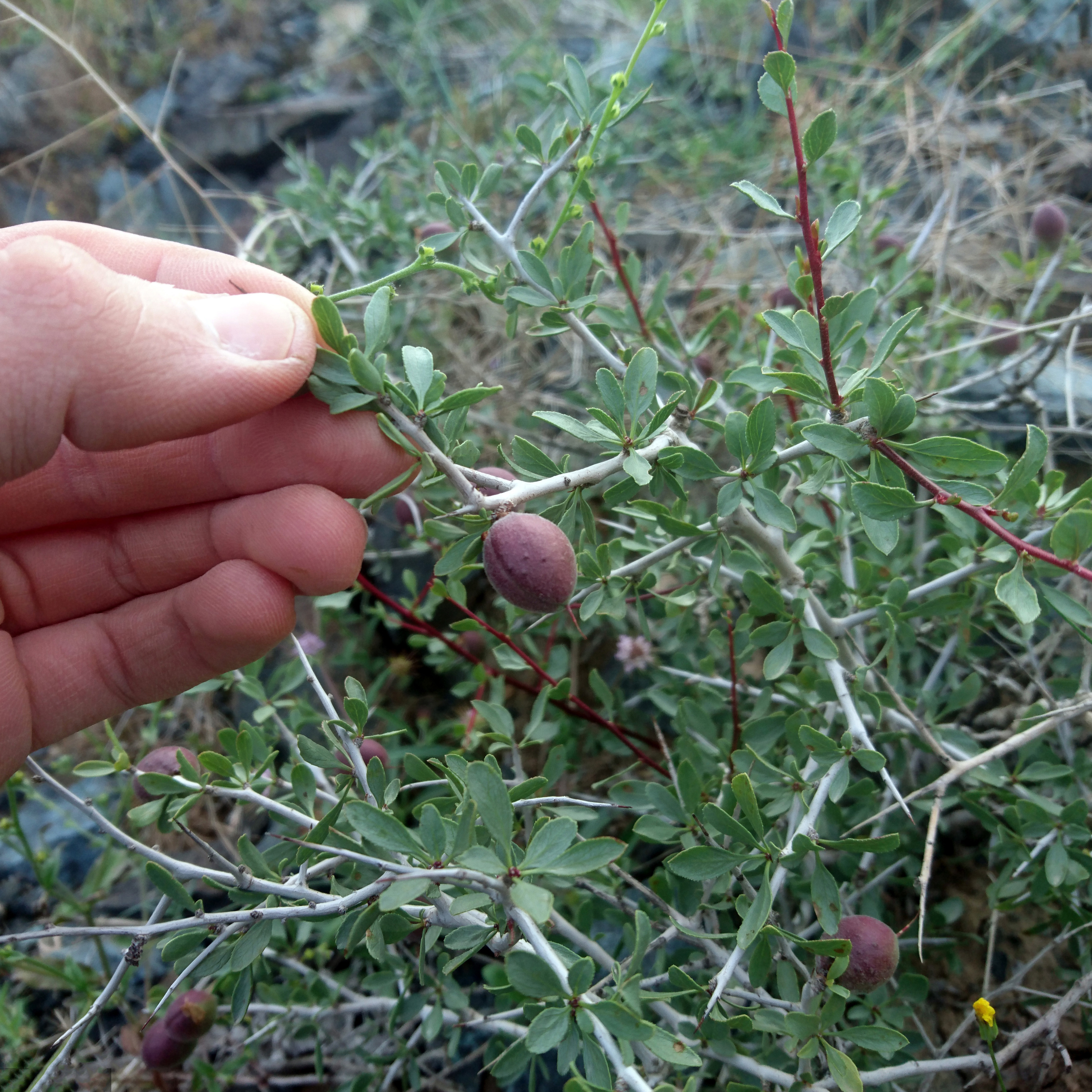
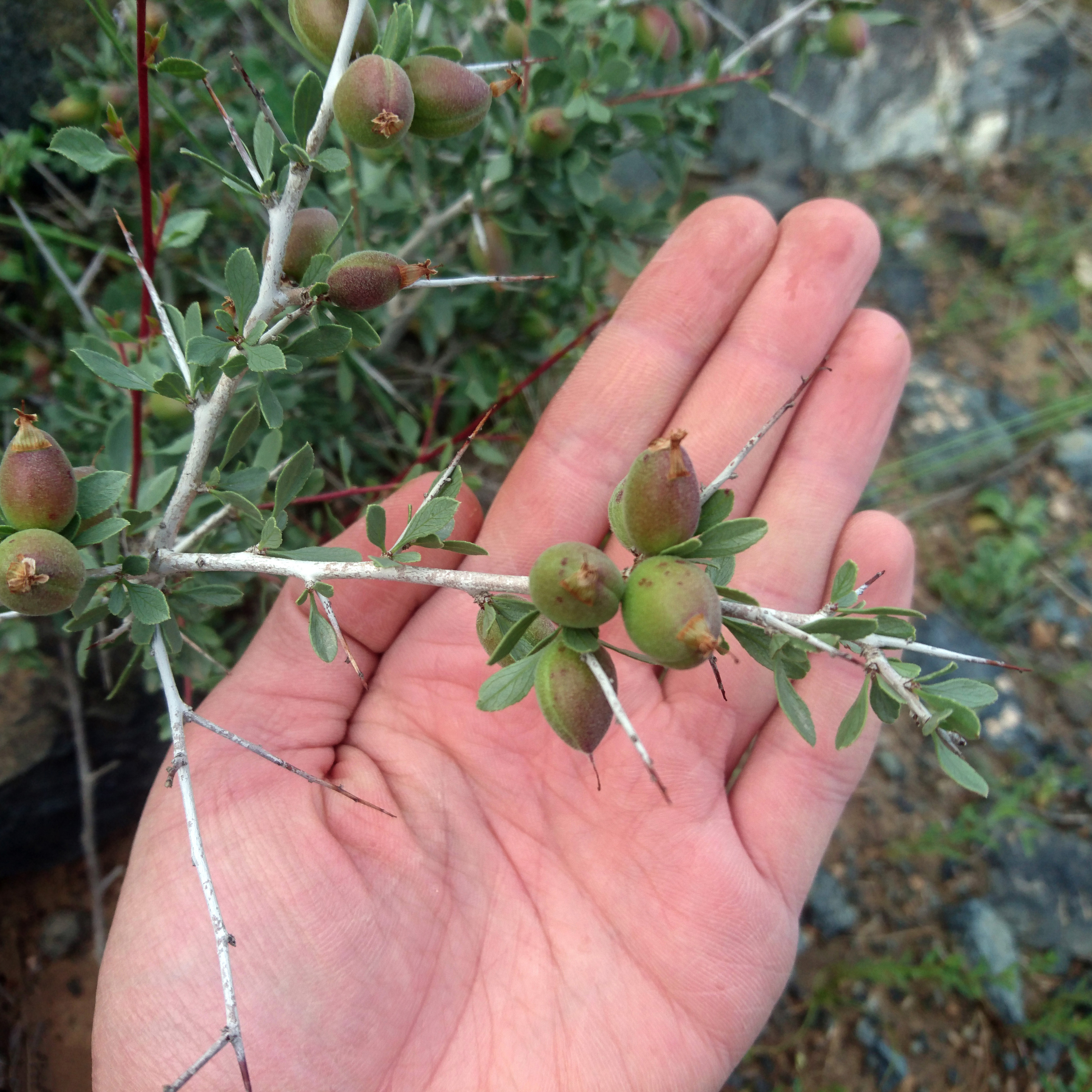
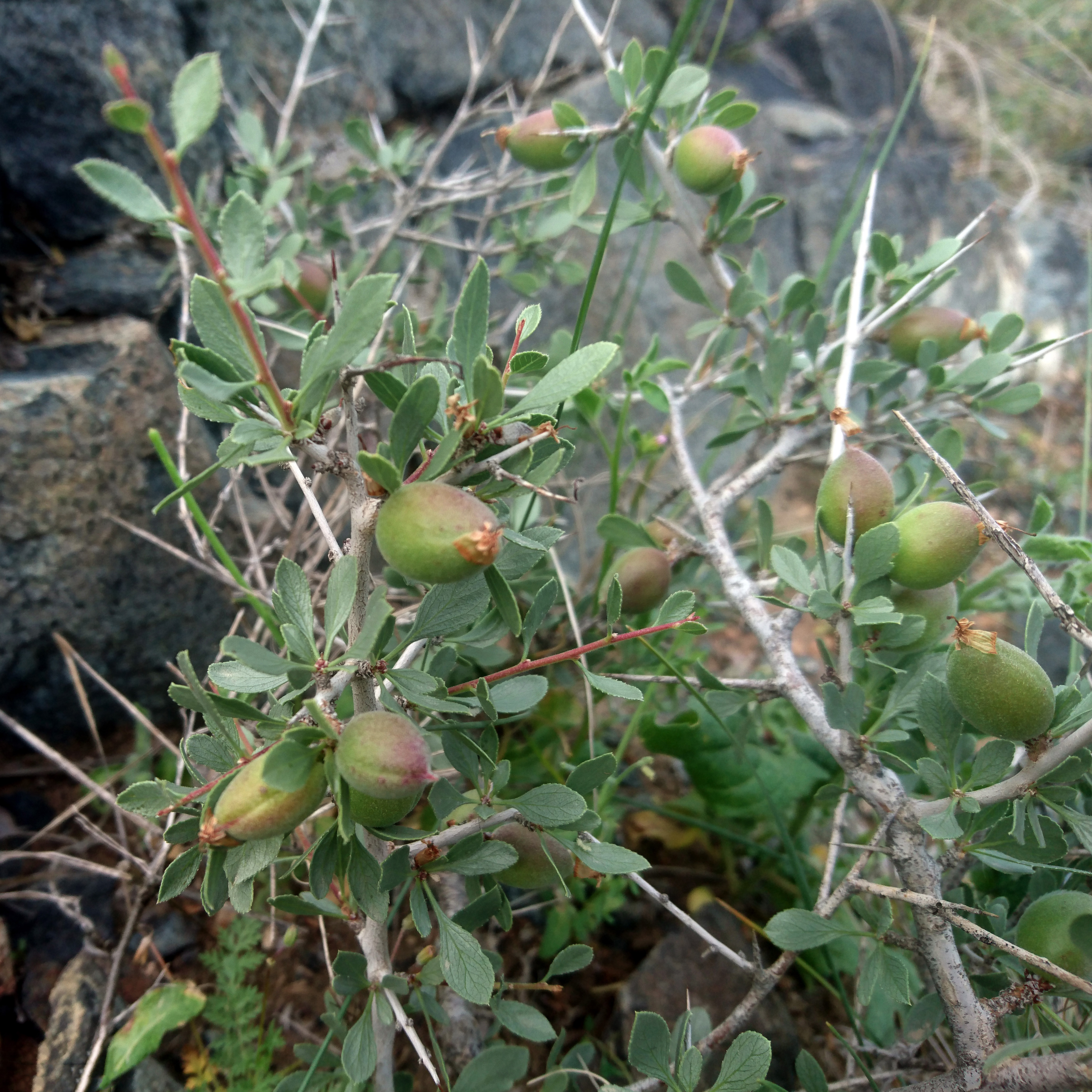
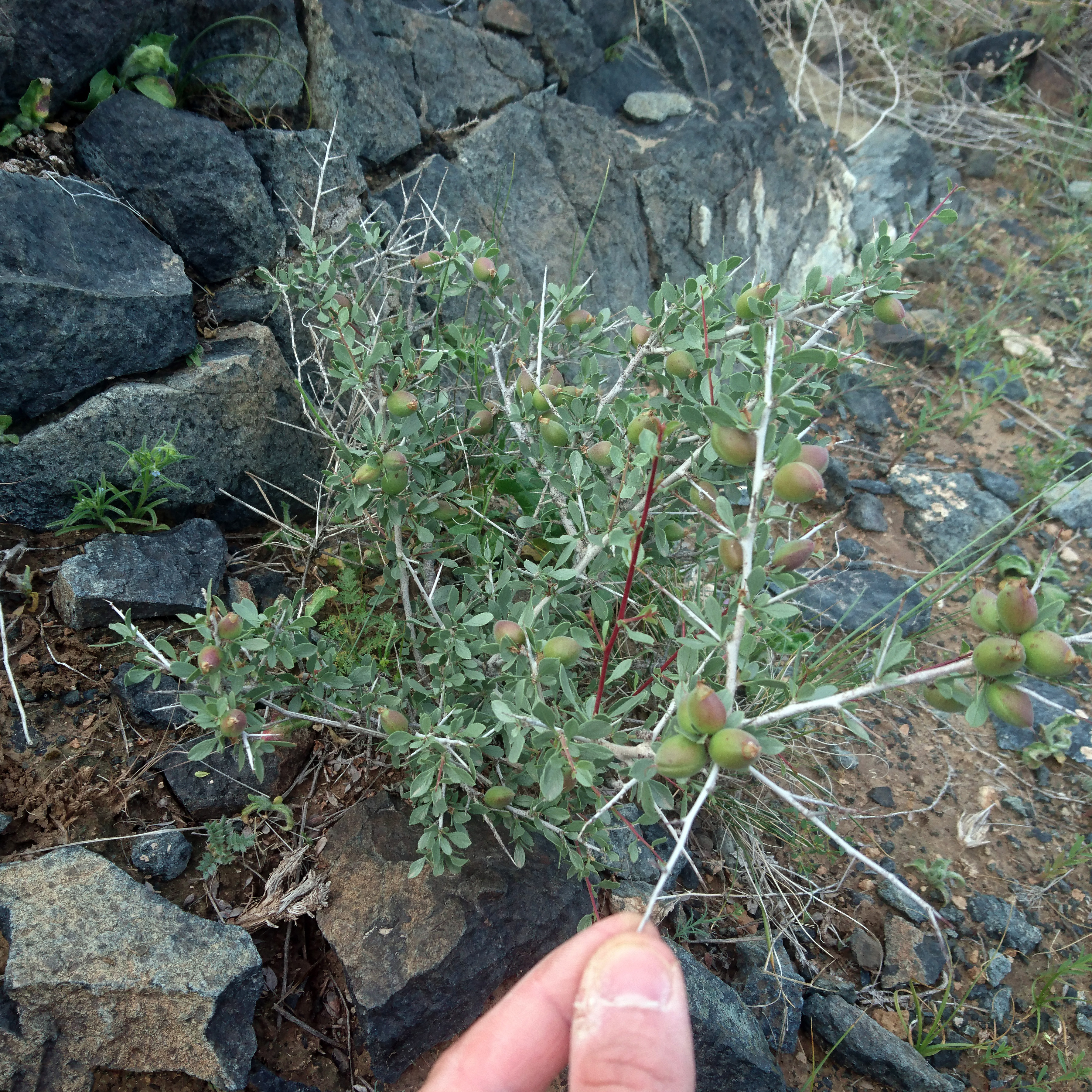
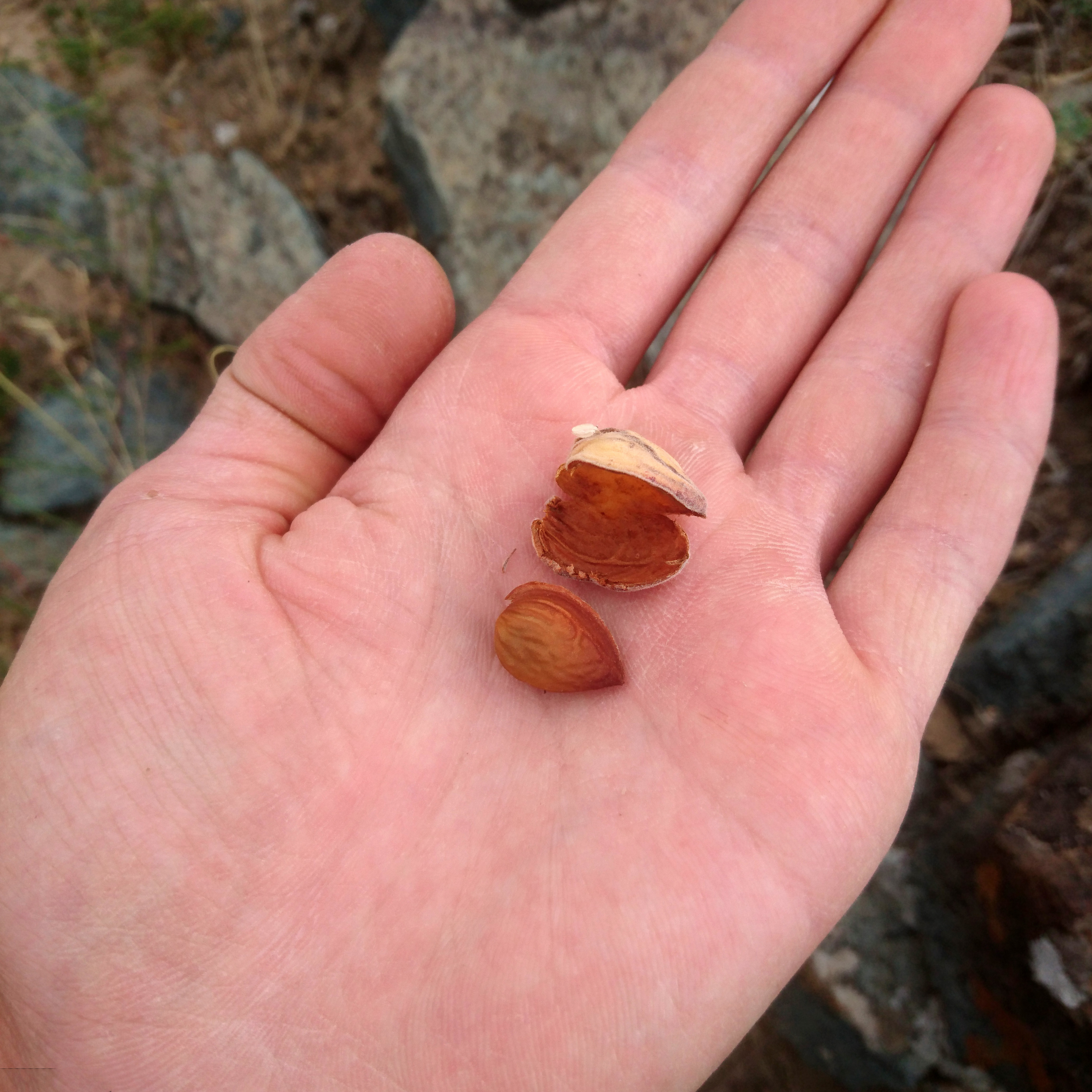
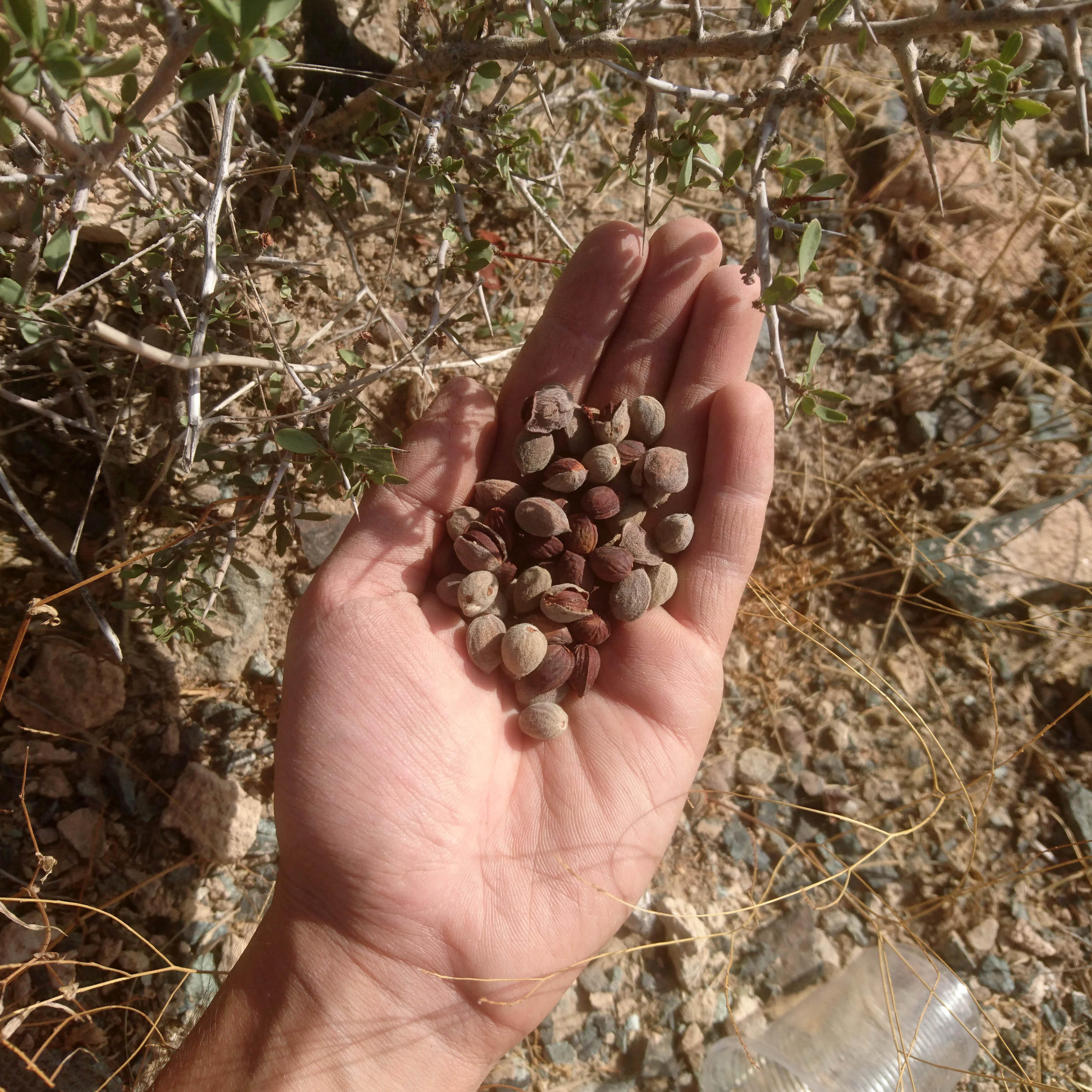